# So You Want to Write a Fugue?
"So You Want to Write a Fugue?" (traducido como "¿Así que quieres escribir una fuga") es una composición satírica para cuatro voces y cuarteto de cuerda o cuatro voces y acompañamiento de piano. Fue compuesta por el pianista canadiense Glenn Gould y fue una pieza final para el programa de televisión The Anatomy of Fugue, emitido el 4 de marzo de 1963 por la Canadian Broadcasting Corporation.

## Contexto
La obra es el resultado del intenso estudio por parte de Gould de las composiciones de Johann Sebastian Bach, en particular de la obra tardía de Bach El Arte de la Fuga, de la cual Gould había grabado en 1962. Estructuralmente, la pieza esta planteada como una fuga de Bach. El texto, por el contrario, fue escrito sobre el tema de "¿Así que quieres escribir una fuga?". Tanto el texto como la música son parodias de las reglas y técnicas compositivas del género, así como de la relación entre los métodos intelectuales y la intuición artística en los procesos creativos. La pieza contiene numerosas citas a a diversas obras de la música clásica, incluyendo la famosa secuencia de notas B-A-C-H, el Segundo Concierto de Brandemburgo de Bach, la Sexta Sinfonía de Beethoven y el Die Meistersinger von Nürnberg de Richard Wagner (alterando el modo mayor a menor).

## Texto
| Texto original en inglés So you want to write a fugue? You've got the urge to write a fugue You've got the nerve to write a fugue So go ahead and write a fugue that we can sing Pay no heed to what we've told you Give no mind to what we've told you Just forget all that we've told you And the theory that you've read For the only way to write one Is just to plunge right in and write one So just forget the rules and write one Have a try, yes, try to write a fugue So just ignore the rules and try And the fun of it will get you And the joy of it will fetch you It's a pleasure that is bound to satisfy So why not have a try? You'll decide that John Sebastian Must have been a very personable guy But never be clever for the sake of being clever For a canon in inversion is a dangerous diversion And a bit of augmentation is a serious temptation While a stretto diminution is an obvious solution Never be clever for the sake of being clever For the sake of showing off It's rather awesome, isn't it? And when you've finished writing it I think you'll find a great joy in it (hope so) Well, nothing ventured, nothing gained, they say But still it is rather hard to start Well, let us try Right now? (yes, why not) We're going to write a fugue We're going to write a good one We're going to write a fugue right now! | Traducción ¿Así que quieres escribir una fuga? Tienes la necesidad de escribir una fuga Tienes el valor de escribir una fuga Así que adelante, escribe una fuga que podamos cantar No prestes atención a lo que te hemos dicho Olvida todo lo que te hemos dicho Y la teoría que has leído Porque la única manera de escribir una Es simplemente zambullirse y escribir uno Así que olvida las reglas y escribe uno Inténtalo, sí, intenta escribir una fuga Así que ignora las reglas e inténtalo Y la diversión te atrapará Y la alegría de ello te atrapará Es un placer que está obligado a satisfacer Así que, ¿por qué no lo intentas? Decidirás que Johan Sebastian Debió de ser un tipo muy agradable Pero nunca seas inteligente solo por serlo Pues un canon en inversión es una peligrosa diversión Y un poco de aumentación es una seria tentación Mientras que una disminución stretto es una solución obvia Nunca seas inteligente solo por serlo Por el hecho de presumir Es bastante impresionante, ¿no? Y cuando hayas terminado de escribirlo Creo que encontrarás una gran alegría en ello (eso espero) Bueno, nada aventurado, nada ganado, dicen. Pero aun así es bastante difícil empezar. Bueno, intentémoslo. ¿Ahora mismo? (sí, por qué no) Vamos a escribir una fuga. Vamos a escribir una buena ¡Vamos a escribir una fuga ahora mismo! |

## Publicaciones
- Glenn Gould: So You Want to Write a Fugue? New York: Schirmer, 1964.

## Discografía
- The Glenn Gould Edition: Gould, Schostakowitsch, Poulenc, Scl (Sony BMG), 1997.
- The Glenn Gould Silver Jubilee Album, Scl (Sony BMG), 1998.

## Literature
- Glenn Gould (1986), So you want to write a fugue? (In: Von Bach bis Boulez. Schriften zur Musik I) (en alemán), München: Piper, ISBN 3-492-03008-4.

- Datos: Q2296235